# 國勝
國勝（？－前573年），中國春秋時期齊國政治人物。國武子國佐之子。前574年，齊靈公派遣崔杼為大夫，使慶克為他的副手，率領大軍圍攻在盧地叛變的高弱，國勝之父國佐正在跟從諸侯一同圍攻鄭，以國內發生動亂為理由請求回國處理，遂會同高氏叛軍，殺死慶克佔據穀地叛亂，齊靈公被迫與國佐誓盟於徐關及恢復其職位。同年十二月，高弱投降，齊國派遣國勝到晉國告難，在清地等待命令。
前573年，齊靈公因為殺死慶克的緣故，在甲申日夜晚，派遣衞士華免用戈於宮中殺死國佐，宮中的人都逃至夫人的宮中。書曰，齊殺其大夫國佐，放棄國君的命令專殺，以穀地背叛的緣故。又命令清地的人殺死國勝，國弱出走魯國，王湫出奔萊國，而庆克二子慶封被封為大夫，慶佐為司寇。後來，齊靈公又讓國弱回齊國，讓他繼承了國氏一族。